# Lü Bin
Lü Bin (吕彬S, Lǚ BīnP; 7 gennaio 1977) è un'ex nuotatrice cinese.

## Carriera
Specializzata nei misti e nello stile libero ha conquistato la medaglia d'argento alle Olimpiadi di Barcellona 1992 nella staffetta 4x100m stile libero.
Ha inoltre collezionato tre vittorie ai mondiali di Roma 1994 nei 200m misti, nei 4x100m stile libero e nei 4x200m stile libero.

## Palmarès
- Giochi olimpici

Barcellona 1992: argento nella 4x100m stile libero.
- Mondiali:

Roma 1994: oro nei 200m misti, nei 4x100m stile libero e nei 4x200m stile libero e argento nei 100m stile libero e 200m stile llibero.
- Mondiali in vasca corta:

Palma di Maiorca 1993: oro nei 4x100m stile libero e 4x200m stile libero.